# Distretto di Kale (Malatya)
Il distretto di Kale (in turco Kale ilçesi) è uno dei distretti della provincia di Malatya, in Turchia.